# Robert Francis Fairlie
Robert Francis Fairlie (nacido en marzo de 1831 o el 5 de abril de 1830, en Glasgow, fallecido el 31 de julio de 1885, en Londres) fue un ingeniero ferroviario nacido en Escocia, conocido por ser el diseñador de las locomotoras de vapor articuladas que llevan su nombre.

## Primeros años
Fairlie nació en Glasgow, hijo de T. Archibald Fairlie (ingeniero) y de Margaret Fairlie. Se formó en los talleres ferroviarios de Crewe y de Swindon, y posteriormente se incorporó al Ferrocarril de Londonderry y Coleraine como superintendente de locomotoras en 1852, y cuatro años después al Ferrocarril Indio de Bombay, Baroda & Central antes de regresar a Londres en 1859 para establecerse como consultor de ingeniería ferroviaria.

## Ferrocarril de Ffestiniog
Es conocido principalmente por la invención de la locomotora articulada Fairlie de doble bogie (patentada en 1864), que está particularmente asociada con los ferrocarriles de curvas muy cerradas, y especialmente con las líneas de montaña de vía estrecha. La primera de estas locomotoras, la Pioneer, fue construida en 1865 para el Ferrocarril de Neath y Brecon, pero fue con la "Little Wonder" (Pequeña Maravilla), construida en 1869 para el Ferrocarril de Festiniog, cuando Fairlie se hizo un nombre como el inventor de algo especial.
En el Ferrocarril de Festiniog, la nueva locomotora se comparó con las locomotoras existentes de cuatro ruedas acopladas, fabricadas por George England and Co. Entre el 18 de septiembre de 1869 y el 8 de julio de 1870, se llevaron a cabo una serie de pruebas, de las que se mantienen registros detallados de rendimiento.

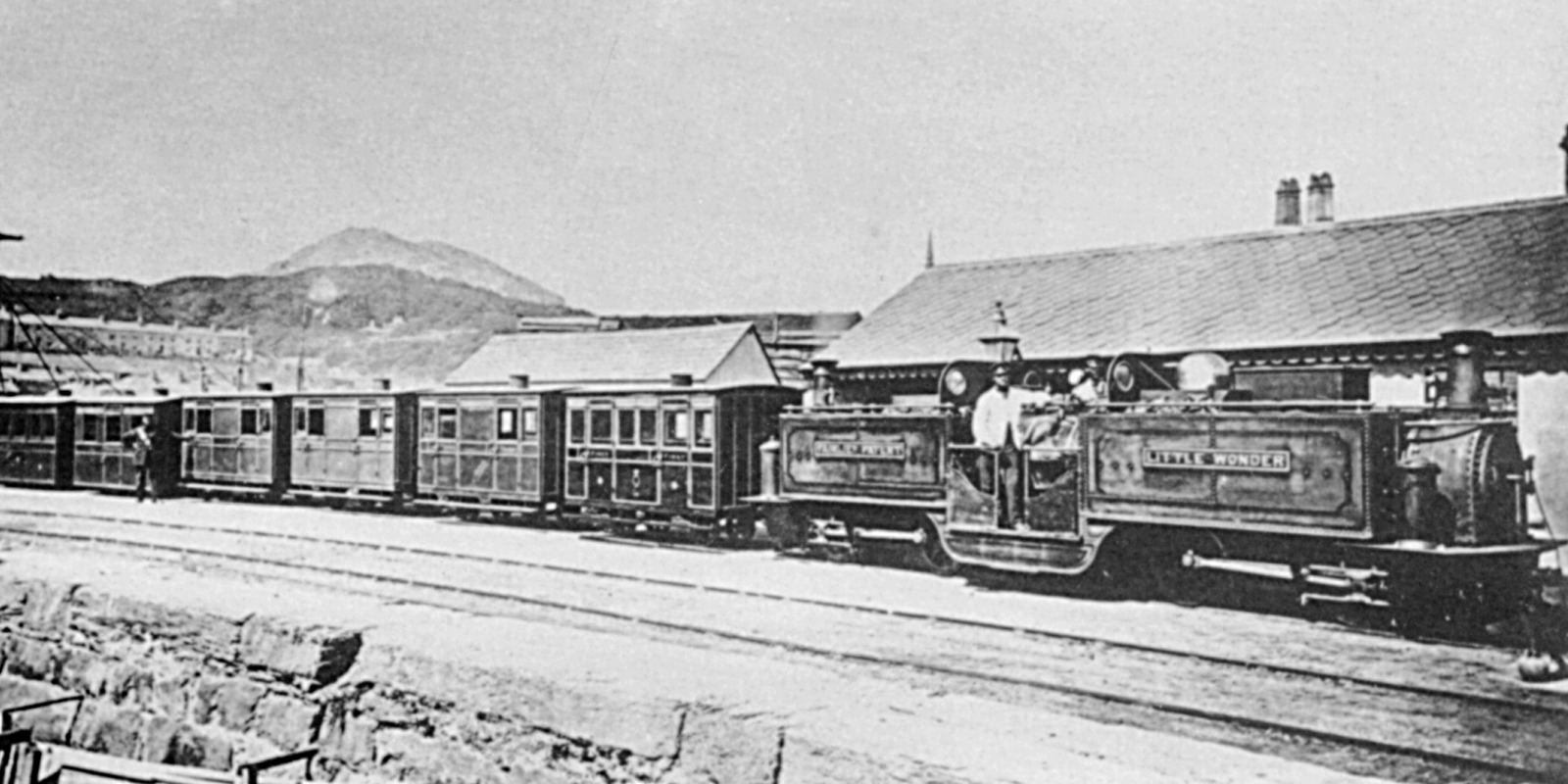
La Little Wonder en el ferrocarril de Ffestiniog con un tren de vagones de cuatro ruedas, en la estación del puerto de Porthmadog (hacia 1870)

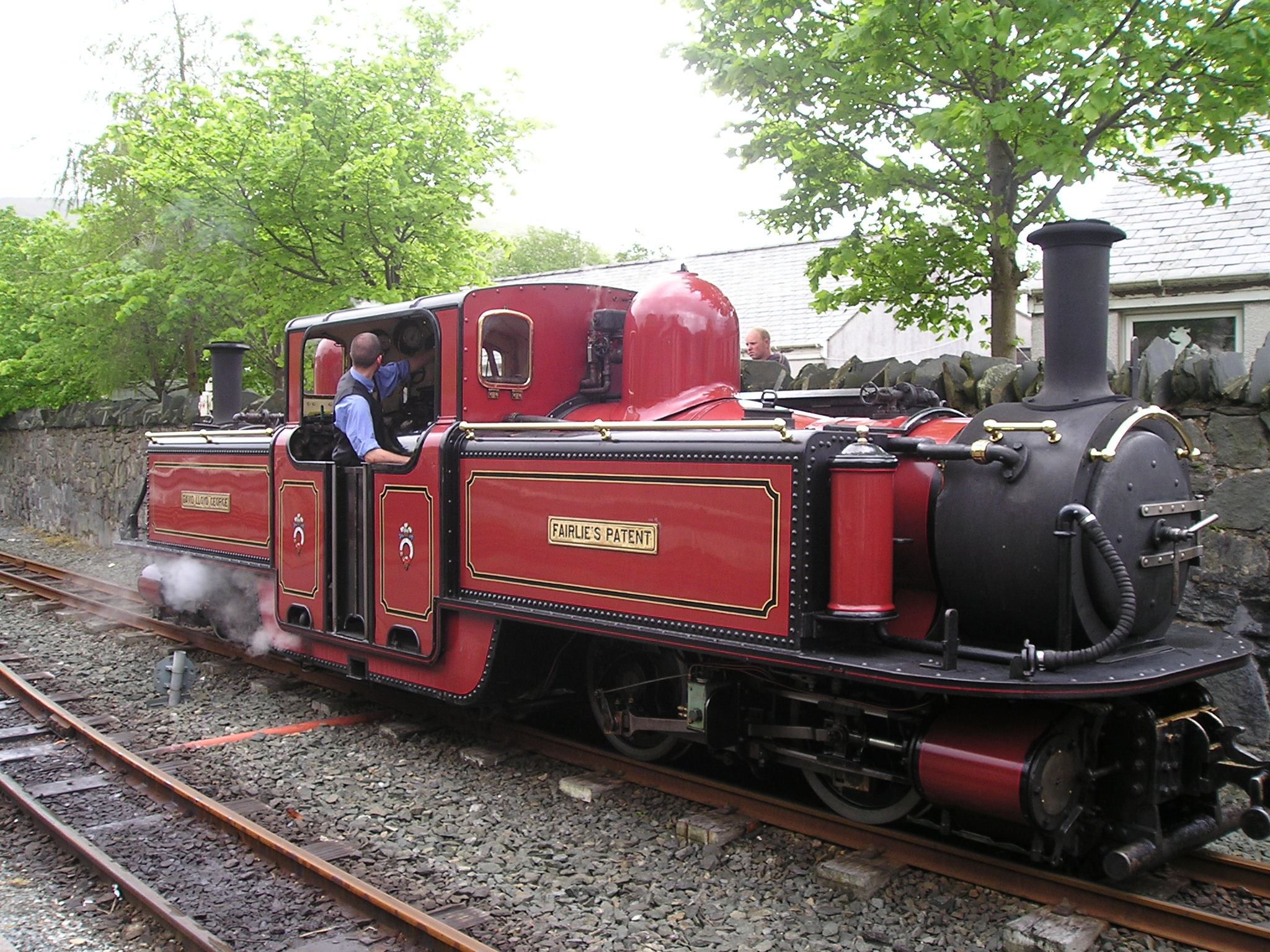
La David Lloyd George (reconstruida en 1991), una de locomotoras dobles Fairlie operadas por el Ferrocarril de Festiniog actualmente

El 11 de febrero de 1870, se llevó a cabo un acto formal para invitados de todo el mundo, incluyendo:

al Duque de Sutherland; Sr. W. T. Mulvany, de Prusia; M. Tolme, ingeniero; M. Phillippe Kremer de París, comprometido en el ferrocarril de Moscú y Nizhni Nóvgorod; Sr. Christer P. Sandberg, cónsul de Suecia en Londres; al Conde Czheni, de Rusia; al Conde Alexander Berg, hijo del generalísimo del ejército ruso, y Virrey de Polonia; Conde Bobrinski, Rusia; Conde Tamoyski, Hungría; Basiley Saloff, profesor del Instituto Imperial de Ingenieros de San Petersburgo; Charles de Schouberszki, director de los ferrocarriles de Kursk y de Járkov en Rusia; Conde Ivan Tlabroburr, de Moscú; Conde von Desen, San Petersburgo; L. de Kislankske, del Instituto Imperial, San Petersburgo; Sr. Preston, abogado de la empresa del Ferrocarril de Londres y del Noroeste; Capt. Tyler, Inspector de Ferrocarriles; Sr. Preston, comprometido en el ferrocarril de Tiflis al Cáucaso, en Turquía y Rusia; General Sir William Baker, K.C.B .; Mr Power, M.P., conectado con los ferrocarriles de México y Vera Cruz; Sr. Pille [es decir Carl Abraham Pihl], Suecia (por entonces Noruega estaba unida a Suecia); Sr. Ayrton, Sr. Elias, gerente general, de los Ferrocarriles de Cambria; Sr. Poole, gerente de tráfico local ídem; Sr. Charles E. Spooner, ingeniero del Ferrocarril de Festiniog; Crawley, C.E., Londres; Sr. Danas, Ferrocarriles indios; Sr. C. Thornton, ídem; Sr. Livingston Thompson, presidente y director general, del Festiniog; Sr. Dallas, periódico "The Times", y el Sr. Thomas Cargill, ingeniero y reportero de la "Gaceta de Ingeniería". Otros grupos de ingenieros y gerentes llegaron a Porthmadog en cuatro ocasiones posteriores en 1870 para observar la locomotora en funcionamiento.

Fairlie recibió muchos pedidos y encargos después de estos ensayos. En 1873-1874 viajó a Venezuela, donde contrajo una enfermedad grave. Hacia 1876, cuarenta y tres ferrocarriles operaban las locomotoras patentadas de Fairlie, aunque no siempre con éxito.

## Matrimonio sin consentimiento
Sin embargo, la carrera profesional y la posición social de Robert Fairlie habían sido seriamente amenazadas ocho años antes por un caso notable (reportado en The Times del 8 de abril de 1862) presentado contra él en la Corte Criminal Central por su antiguo socio comercial de mucho tiempo, George England, quien acusó de perjuro a Robert Francis Fairlie, que se había fugado con la hija de England (Eliza Anne England), y que para obtener una licencia de matrimonio, había jurado una falsa declaración jurada afirmando que su padre, el Sr. George England, había consentido la unión, lo cual no era cierto. Después de este matrimonio, se habían fugado a España.
Esta acusación, de haber sido probada, habría resultado en una sentencia de prisión. Bajo el interrogatorio del sargento Ballantyne (reclamado por Fairlie), George England se vio obligado a admitir que se había escapado con su esposa actual, que era la madre de la joven en cuestión, y que cuando se fugó, ya estaba previamente casado. Había vivido con esta señora varios años, pero no podía casarse con ella hasta que su esposa muriera. Por una peculiaridad de la ley inglesa, en ese momento, un niño nacido fuera del matrimonio no se consideraba hijo de nadie. Según la ley, no tenía nada que ver con George England y podía casarse con quien quisiera. No hubo caso, y por lo tanto, se emitió un veredicto de inocencia.
Pero estos hechos al final no impidieron que George England construyera el notable motor doble usado por Robert Fairlie para el ferrocarril de Ffestiniog siete años después. La pequeña maravilla de Fairlie fue entregada al Ferrocarril de Festiniog en el verano de 1869, y George England se retiró. En septiembre de 1869, Robert Fairlie se asoció con el hijo de George England y con J.S. Fraser, y se hizo cargo de los talleres de Hatcham, formando la "Fairlie Engine & Steam Carriage Co.", aunque George England junior murió a los pocos meses. La producción de locomotoras cesó a finales de 1870, pero Fairlie Engine & Rolling Stock Co. continuó como una oficina de diseño y de licencias para la fabricación de locomotoras Fairlie.
George England murió en 1878, y en 1881 Fairlie y su esposa Eliza vivían en Clapham con sus hijos Robert, John, Lily y Jessie (su otro hijo, Frank, estaba en la escuela Charterhouse en ese momento). y la suegra de Robert, Sarah England. Robert Francis Fairlie murió en Londres el 31 de julio de 1885 y está enterrado en el Cementerio de West Norwood.

## Otros pioneros de la vía estrecha
- Abraham Fitzgibbon
- Carl Abraham Pihl
- Everard Calthrop
- Paul Decauville
- Thomas Hall